# Liên đoàn bóng đá Nouvelle-Calédonie
Liên đoàn bóng đá Calédonie (FCF) (tiếng Pháp: Fédération calédonienne de football) là tổ chức quản lý, điều hành các hoạt động bóng đá ở Nouvelle-Calédonie. Liên đoàn quản lý đội tuyển bóng đá quốc gia Nouvelle-Calédonie, tổ chức các giải bóng đá như vô địch quốc gia và cúp quốc gia. Hiệp hội bóng đá Nouvelle-Calédonie gia nhập FIFA năm 2004 và OFC năm 1969.